# Liste der denkmalgeschützten Objekte in Lom u Tachova
Grundlage dieser Liste der denkmalgeschützten Objekte in Lom u Tachova ist die ÚSKP-Liste (Ústřední seznam kulturních památek České republiky, deutsch Zentrale Liste der Kulturdenkmäler der Tschechischen Republik), die von der tschechischen Denkmalschutzbehörde NPÚ (Národní památkový ústav, deutsch Nationale Denkmalbehörde) seit 1987 geführt wird und an die seit dem Jahr 1850 geschaffenen Listen anschließt.

## Denkmalgeschützte Objekte nach Ortsteilen

### Lom u Tachova
| Lage                                                                                | Objekt                      | Beschreibung                | ÚSKP-Nr.                  | Bild |
| ----------------------------------------------------------------------------------- | --------------------------- | --------------------------- | ------------------------- | ---- |
| Lom ()                                                                              | Sühnekreuz                  | Sühnekreuz                  | 21981/4-1804 Info Katalog |      |
| Dorfplatz (Standort)                                                                | Kapelle                     | Kapelle                     | 29480/4-1803 Info Katalog | BW   |
| bei Haus Nr. 47 (Standort)                                                          | Marterl                     | Marterl                     | 44343/4-4731 Info Katalog | BW   |
| bei der Lomer Mühle Nr. 33, auf der Grenze von Flurstück 1229/2 und 2470 (Standort) | Statue hl. Johannes Nepomuk | Statue hl. Johannes Nepomuk | 44344/4-4732 Info Katalog | BW   |